# Bercianos del Real Camino
Bercianos del Real Camino é um município da Espanha na província de León, comunidade autónoma de Castela e Leão, de área 34,39 km² com população de 205 habitantes (2004) e densidade populacional de 5,96 hab./km².

## Demografia
| Variação demográfica do município entre 1991 e 2004 | Variação demográfica do município entre 1991 e 2004 | Variação demográfica do município entre 1991 e 2004 | Variação demográfica do município entre 1991 e 2004 |
| --------------------------------------------------- | --------------------------------------------------- | --------------------------------------------------- | --------------------------------------------------- |
| 1991                                                | 1996                                                | 2001                                                | 2004                                                |
| 282                                                 | 242                                                 | 208                                                 | 205                                                 |